# First Republic Bank
First Republic Bank fue un banco estadounidense de servicio completo y una empresa de gestión patrimonial que ofrecía servicios de banca minorista, banca empresarial, fideicomisos y gestión patrimonial, atendiendo a clientes de bajo riesgo y alto valor neto y centrándose en brindar una experiencia personalizada al cliente. El banco se especializaba en brindar un servicio personalizado basado en relaciones a través de oficinas bancarias preferidas u oficinas fiduciarias en los Estados Unidos, incluidos San Francisco, la ciudad de Nueva York, Jackson y otros lugares.
First Republic ofrecía servicios de gestión patrimonial a través de First Republic Wealth Advisors y First Republic Investment Management. Los servicios de corretaje se brindaban a través de First Republic Securities Company LLC y los servicios de fideicomiso se brindaban a través de First Republic Trust Company.
El 1 de mayo de 2023, como parte de la quiebras bancarias de Estados Unidos de 2023 , la FDIC anunció que First Republic se había cerrado y vendido a JPMorgan Chase.

## Historia
El colapso de Silicon Valley Bank ha generado preocupaciones de que First Republic también podría sufrir un pánico bancario. Las acciones del banco perdieron el 51% de su valor poco después de la apertura del mercado el 10 de marzo de 2023. Las acciones recuperaron valor durante el día y al cierre de la negociación cayeron aproximadamente un 15% día tras día.

### Problemas de liquidez en 2023 y esfuerzo de rescate por parte de los competidores
Durante las quiebras bancarias de Estados Unidos de marzo de 2023, Fitch Ratings y S&P Global Ratings rebajaron la calificación crediticia de First Republic, citando "una alta proporción de depósitos no asegurados" de clientes adinerados que tienen más probabilidades de mover su dinero a otra parte y una relación préstamo-depósito del 111%, lo que significa que había prestado más dinero del que tenía en depósitos de clientes. Para aliviar las preocupaciones de una posible corrida bancaria y respaldar cualquier retiro de depósitos, el 16 de marzo de 2023, once bancos estadounidenses, incluidos JPMorgan Chase, Bank of America, Wells Fargo, Citigroup y Truist Financial depositaron 30 mil millones de $ en First Republic. A pesar de los depósitos, las acciones de la empresa han ido disminuyendo.
El 19 de marzo, S&P rebajó aún más la calificación crediticia del banco a basura en tres escalones, diciendo que "puede que no resuelva los desafíos comerciales, de liquidez, de financiamiento y de rentabilidad sustanciales que creemos que probablemente enfrenta ahora el banco". Ese día, el déficit de capital del banco fue de 13,5 mil millones de $, que The Wall Street Journal comparó con la crisis de liquidez del Silicon Valley Bank como factor de su colapso. En su primera publicación de ganancias trimestrales desde la crisis, el banco señaló que sus clientes retiraron 104.5 mil millones de $ en depósitos durante la crisis, pero señaló que las salidas se habían estabilizado en abril. Señaló que estaba "sopesando opciones estratégicas" y apuntando a reducir el tamaño de su balance.
El 28 de abril, el banco anunció planes para comenzar a vender sus bonos y valores con pérdidas para aumentar el capital y también comenzar a despedir personal. Esto hizo que el precio de las acciones cayera casi un 50% a poco más de 8 $. Múltiples equipos de asesores también comenzaron a abandonar el banco. Ese día, se anunció que la Corporación Federal de Seguros de Depósitos (FDIC) estaba considerando apoderarse del banco, lo que provocó que el precio de sus acciones cayera otro 40%. Después de caer otro 42% en el comercio después de horas, la FDIC confirmó su adquisición inminente del banco.

## Subsidiarias
- First Republic Investment Management, Inc.
- First Republic Securities Company, LLC
- First Republic Trust Company
- First Republic Trust Company of Delaware LLC
- First Republic Trust Company of Wyoming LLC[15]